# (32440) 2000 RC100
(32440) 2000 RC100 est un astéroïde troyen de Jupiter de 29,252 km de diamètre découvert en 2000.

## Description
(32440) 2000 RC100 a été découvert le 5 septembre 2000 à la Station Anderson Mesa, un des deux sites d'observation de l'observatoire Lowell en Arizona (États-Unis), par le programme Lowell Observatory Near-Earth-Object Search (LONEOS).

### Caractéristiques orbitales
L'orbite de cet astéroïde est caractérisée par un demi-grand axe de 5,14 ua, un périhélie de 5,02 ua, une excentricité de 0,02 et une inclinaison de 31,37° par rapport à l'écliptique. Du fait de ces caractéristiques, à savoir un demi-grand axe compris entre 4,6 et 5,5 ua et un périhélie inférieur à 0,3 ua, il est classé, selon la JPL Small-Body Database, astéroïde troyen de Jupiter du camp troyen. Il est situé au point de Lagrange L5 du système Soleil-Jupiter.

### Caractéristiques physiques
(32440) 2000 RC100 a une magnitude absolue (H) de 11,4 et un albédo estimé à 0,062, ce qui permet de calculer un diamètre de 29,252 km. Ces résultats ont été obtenus grâce aux observations du Wide-Field Infrared Survey Explorer (WISE), un télescope spatial américain mis en orbite en 2009 et observant l'ensemble du ciel dans l'infrarouge, et publiés en 2012 dans un article regroupant les caractéristiques de 478 astéroïdes troyens,.